# Михальський Євген Йосипович
Євге́н Йо́сипович Миха́льський (*21 січня 1897, Летичів — 15 жовтня 1937, Київ) — видатний поет мовою есперанто, діяч робітничого руху есперантистів. Писав також під псевдонімами Torentano, Revulo, Profetivski. Есперантською літературною критикою визнаний провідним «пролетарським радянським поетом» мовою есперанто.

## Життєпис
Михальський почав вивчати есперанто в 1911 році. Закінчив гімназію в Вознесенську. Наступні роки його життя були пов'язані з Одесою, Саратовом і Донецьком.
У 1917 році Є. Михальський заснував літературний есперанто-журнал «Libera Torento». Був одним з співзасновників IAREV (Міжнародної асоціації революційних письменників мовою есперанто), грав провідну роль в активізації цієї організації в 1934 році (після арешту її голови Людвіга Ренна). Був головою Донецької обласної організації есперантистів.
Редагував журнали Proleta Literaturo (Пролетарська література) і Internacia Literaturo (Міжнародна література).
Михальский, як активний діяч есперанто-руху, мав широкі міжнародні зв'язки. Саме ця діяльність стала приводом для звинувачення у шпигунстві. 16 березня 1937 заарештований співробітниками НКВС по надуманому звинуваченню в участі в антирадянській троцькістської організації. Розстріляний 15 жовтня 1937 в Києві, реабілітований у 1958 році.

## Творчість
Поетичні збірки:
- La Unua Ondo (Перша хвиля), 1918
- Du Poemoj (Дві поеми), 1922
- Prologo (Пролог), 1929
- Fajro kuracas (Вогонь гоїть), 1932
- Kantoj de Amo kaj Sopiro (Пісні кохання і туги), 1934
- Plena Poemaro (Повне зібрання творів), 1994 (за ред. В. Ольда)

Українською мовою його вірші перекладали Василь Мисик (Колискова-Lulkanto, Аванґард, 1929, 3) і П. Тимочко (7 віршів).